# 弗雷氏管竺鯛
弗雷氏管竺鯛（學名：Siphamia fraseri），又稱弗雷氏管天竺鯛，為輻鰭魚綱鈎頭魚目天竺鯛科管竺鯛屬下的一個種，分布於太平洋斐濟卡達武島海域，本魚體橢圓，體稍側扁，頭大、眼大、口大且斜裂，頜齒細小，鋤骨和腭骨通常具齒，舌上無齒，體被弱櫛鱗，體黃褐色，帶銀色金屬光澤，散佈深褐色斑點，體長可達3.8公分，棲息珊瑚礁區，夜間活動，屬肉食性，繁殖期時，雄魚具有口孵習性，卵約7日化成仔魚，由雄魚吐出，具短暫的仔魚飄浮期，生活習性不明。